# 基尼奥内里亚
基尼奥内里亚，是西班牙卡斯蒂利亚-莱昂索里亚省的一个市镇。总面积39平方公里，总人口15人（2001年），人口密度0人/平方公里。